# 小孔沙条鲨
小孔沙条鲨（学名：Negogaleus microstoma）为真鲨科沙条鲨属的鱼类。分布于印度尼西亚以及南海等海域，常生活于暖水性近海。该物种的模式产地在Plagiost。
其种加词“microstoma”意为“小口的”。
现接受名为Hemigaleus microstoma Bleeker, 1852。